# Ганс Піркнер
Ганс Піркнер (нім. Hans Pirkner, нар. 25 березня 1946, Відень — 26 лютого 2025) — австрійський футболіст, нападник.
Насамперед відомий виступами за клуби «Шальке 04» та «Аустрія» (Відень), а також національну збірну Австрії.

## Клубна кар'єра
У дорослому футболі дебютував 1965 року виступами за команду клубу «Флорідсдорфер», в якій провів один сезон. 
Згодом з 1966 по 1969 рік грав у складі команд клубів «Медлінг» та «Аустрія» (Клагенфурт).
Своєю грою за австрійські команди привернув увагу представників тренерського штабу німецького «Шальке 04», до складу якого приєднався 1969 року. Відіграв за клуб з Гельзенкірхена наступні два сезони своєї ігрової кар'єри. Більшість часу, проведеного у складі «Шальке», був основним гравцем атакувальної ланки команди.
Протягом 1971—1974 років захищав кольори команди клубу «Леобен».
1974 року уклав контракт з клубом «Аустрія» (Відень), у складі якого провів наступні чотири роки своєї кар'єри гравця.  Граючи у складі віденської «Аустрії» також здебільшого виходив на поле в основному складі команди. У складі віденської «Аустрії» був одним з головних бомбардирів команди, маючи середню результативність на рівні 0,48 голу за гру першості.
Завершив професійну ігрову кар'єру у клубі «Ферст Вієнна», за команду якого виступав протягом 1978—1980 років.

## Виступи за збірну
1969 року дебютував в офіційних матчах у складі національної збірної Австрії. Протягом кар'єри у національній команді, яка тривала загалом 10 років, провів у формі головної команди країни лише 20 матчів, забивши 4 голи.
У складі збірної був учасником чемпіонату світу 1978 року в Аргентині.

## Титули і досягнення
- Чемпіон Австрії (2):

«Аустрія» (Відень): 1975–76, 1977–78
- Володар Кубка Австрії (1):

«Аустрія» (Відень): 1976–77